# Contea di Cabonne
La contea di Cabonne è una Local Government Area che si trova nel Nuovo Galles del Sud. Essa si estende su una superficie di 6.026 chilometri quadrati e ha una popolazione di 13.351 abitanti. La sede del consiglio si trova a Molong.